# Péret-Bel-Air
Péret-Bel-Air is een gemeente in het Franse departement Corrèze (regio Nouvelle-Aquitaine) en telt 107 inwoners (2009). De plaats maakt deel uit van het arrondissement Ussel.

## Geografie
De oppervlakte van Péret-Bel-Air bedraagt 15,2 km², de bevolkingsdichtheid is dus 7 inwoners per km².
De onderstaande kaart toont de ligging van Péret-Bel-Air met de belangrijkste infrastructuur en aangrenzende gemeenten.

## Demografie
Onderstaande figuur toont het verloop van het inwonertal (bron: INSEE-tellingen).